# Yui Aragaki
Yui Aragaki (新垣 結衣, Aragaki Yui, 11 de juny, 1988) és una actriu, cantant, talent, seiyuu i model originària de Naha, capital de la Prefectura d'Okinawa al Japó. Pertany a l'agencia LesPros Entertainment.

## Biografia
En el 2001 assistí a una audició per a la revista de models adolescents Nicola, on guanyà el Gran Premi. Després d'experimentar en el món de la moda, en el 2004 també provà sort en diferents àmbits, com el gravure com a model de vestits de bany, i també en l'actuació on debutà en la pel·lícula Sh15uya (Shibuya Fifteen). Gràcies a la popularitat que fou adquirint conforme passaven els anys, es convertí ràpidament en una figura potent dins de l'entreteniment japonès, protagonitzant diversos comercials per a la televisió, i també doramas i doblatges per a animes com Keroro Gunzō i Digimon Savers.
El 2007, amb la pel·lícula Waruboro debutà en la pantalla gran. I també juntament amb el seu primer paper protagonista en una pel·lícula que tingué lloc enguany, en el llargmetratge Koisuru Madori, també se li va donar l'oportunitat de començar una carrera com a cantant sota el segell Warner cantant el tema principal d'aquest film, amb la seua cançó debut Memories. La seua segona cançó en aquesta nova faceta artística, heavenly days, foubé el tema principal del seu segon rol protagonista en una pel·lícula, aquesta vegada en la producció Koizora, que guanyà diversos premis entre els quals es va incloure el Nippon Academy Award. Enguany també va començar a treballar en un programa de ràdio, SCHOOL OF LOCK! de Tokyo FM, on va conduir la seua pròpia secció cridada GIRLS LOCKS!. Al desembre d'enguany es llançà l'àlbum debut de Yui Aragaki com a cantant, titulat Sora, juntament amb un DVD amb els vídeos musicals que es van fer per a promocionar, ja que el disc no tingué cap single posat a la venda.

## Actuació

### Doramas[1]
- Sh15uya com Ema (TV Asahi, 2005)
- Dragon Zakura com Kosaka Yoshino (TBS, 2005)
- Onna no Ichidaiki: Koshiji Fubuki com Koshiji Fubuki (Jove) (Fuji TV, 2005)
- True Love (Fuji TV, 2006)
- Kanojo no Koibumi (TV Asahi, 2006)
- Galcir com Nagisa (NTV, 2006)
- My Boss, My Hero com Umemura Hikari (NTV, 2006)
- Papa to Musume no Nanokakan com Kawahara Koume (TBS, 2007)
- Code Blue com Shiraishi Megimu (Fuji TV, 1008)
- Code Blue SP (Fuji TV, 2009)
- Smile com Mishima Hana (TBS, 2009)

### Pel·lícules[1]
- Koisuru Madori (2007)
- Waruboro (2007)
- Koizora (2007)
- Fure Fure Shojo (2008)

### Doblatges[2]
- Chou Gekijouban Keroro Gunso com Mirara
- Digimon Savers com Yoshino Fujieda

## Discografia[3]

### Àlbums
1. Sora (そら) (5 de desembre, 2007)

### Senzill
1. Make my day (16 de juliol, 2008)
2. Akai Ito (赤い糸) (15 d'octubre, 2008)

### DVD
1. Sora Films (そらFilms) (12 de desembre, 2007)